# Chauve-souris de Keen
Myotis keenii
Pour les articles homonymes, voir Keen.
Espèce
Statut de conservation UICN

 LC  : Préoccupation mineure
La Chauve-souris de Keen (Myotis keenii) est une espèce de chauve-souris de la famille des Vespertilionidae.
Elle se retrouve en Colombie-Britannique au Canada et dans les États de Washington et de l'Alaska aux États-Unis.
Elle est nommée d'après John Henry Keen qui a recueilli l'échantillon qui a servi de base pour la première description scientifique de l'espèce.